# 61.ª edición de los Premios Óscar
La 61.ª edición de los Óscar premió a las mejores películas de 1988. Organizada por la Academia de Artes y Ciencias Cinematográficas, tuvo lugar en el Shrine Civic Auditorium de Los Ángeles el 29 de marzo de 1989. La ceremonia no tuvo presentador oficial para dirigir la entrega en esta ocasión.
Rain Man y ¿Quién engañó a Roger Rabbit? obtuvieron la misma cantidad de 4 estatuillas. Siendo incluido un Oscar Honorífico para Richard Williams por la “animación, dirección y creación de personajes animados”

## Candidaturas y ganadores

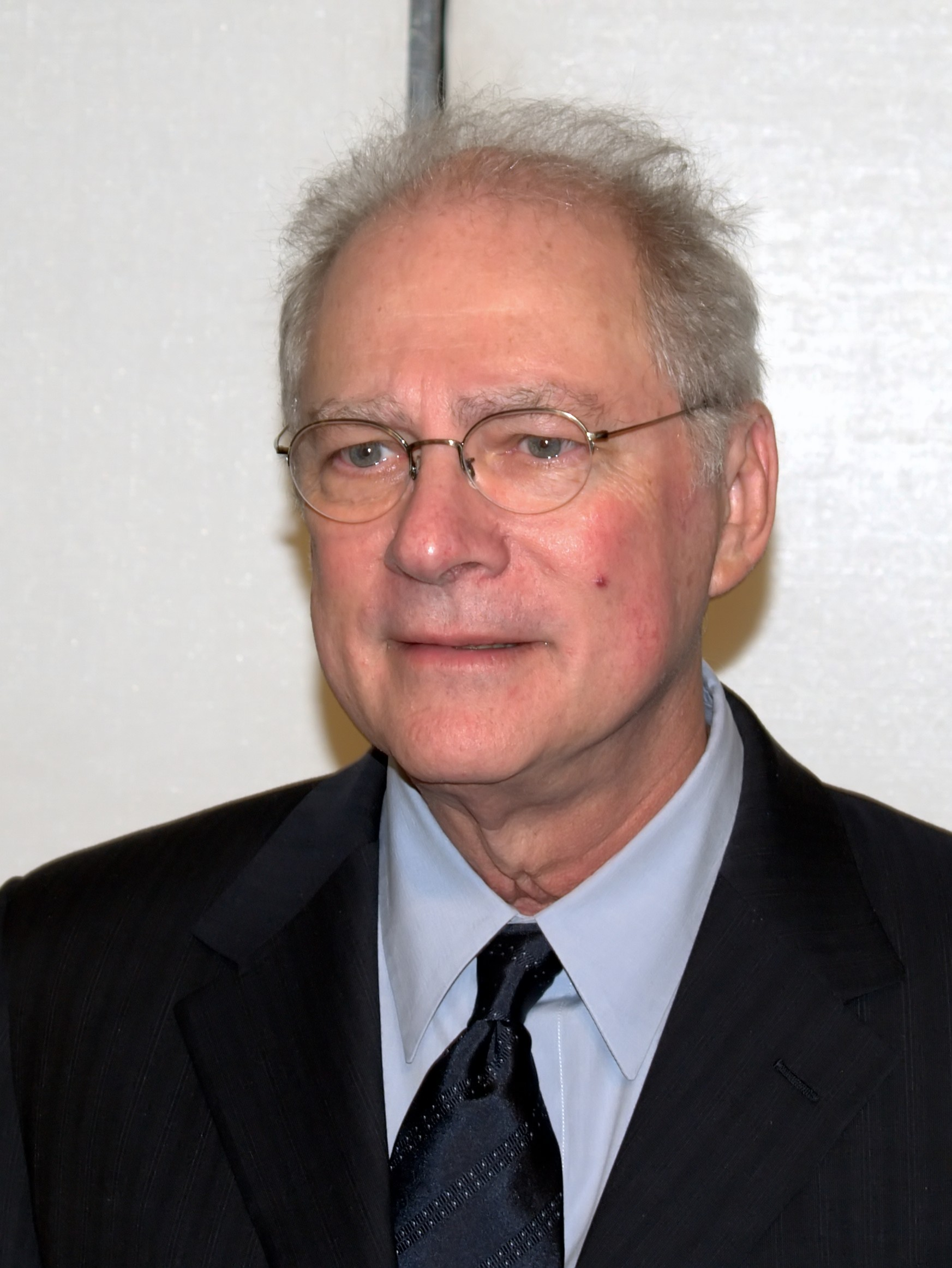
Barry Levinson fue el ganador del Óscar al mejor director por Rain Man.

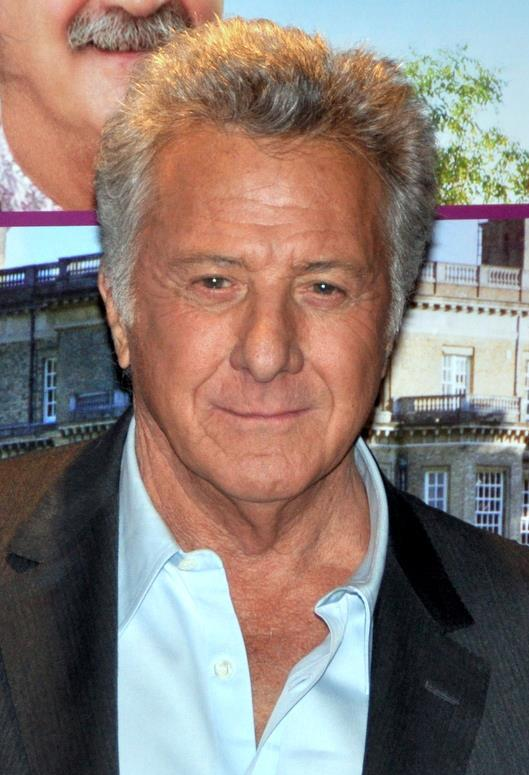
Dustin Hoffman fue el ganador del Óscar al mejor actor por Rain Man.

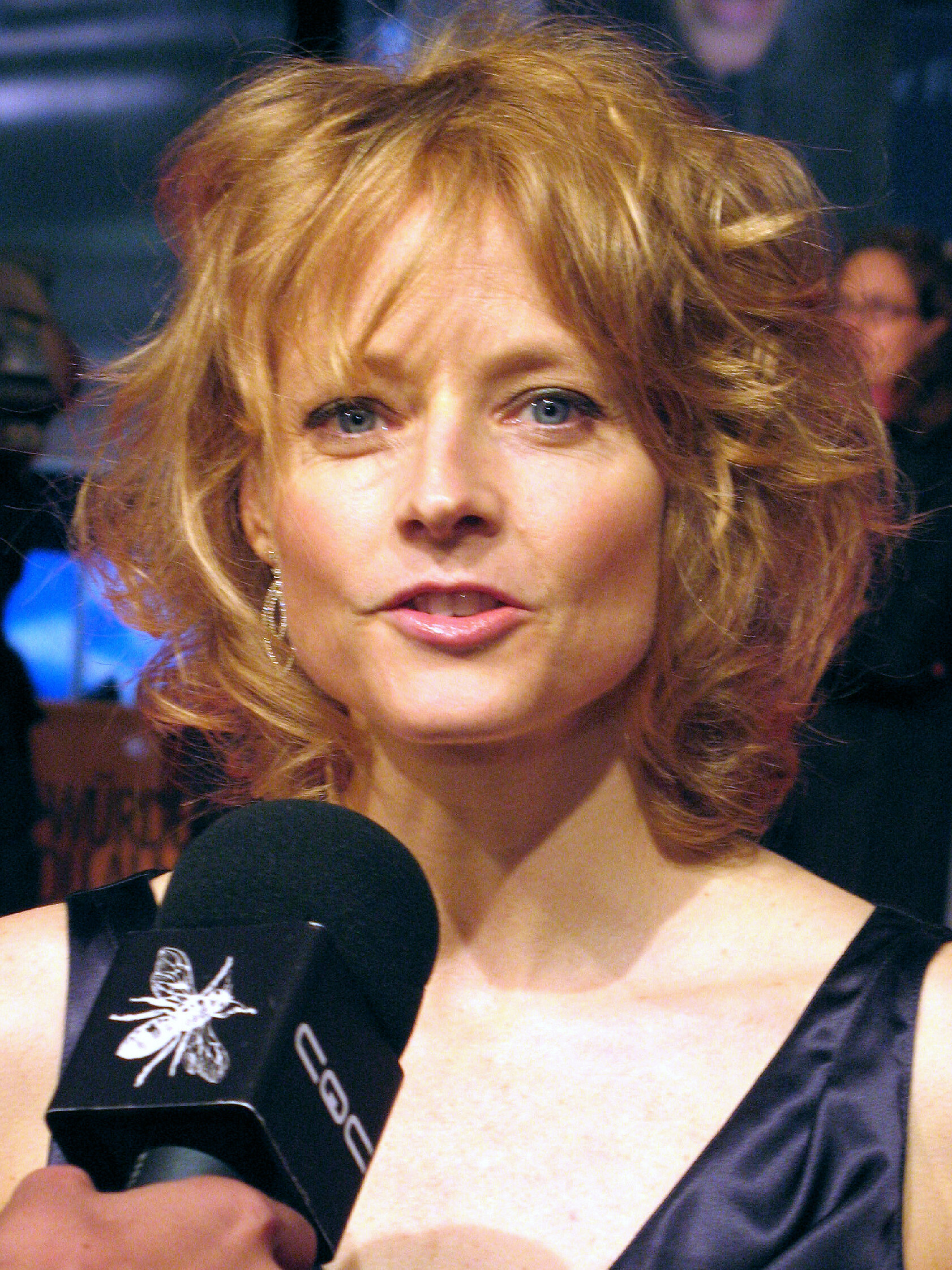
Jodie Foster fue la ganadora del Óscar a mejor actriz por The Accused.

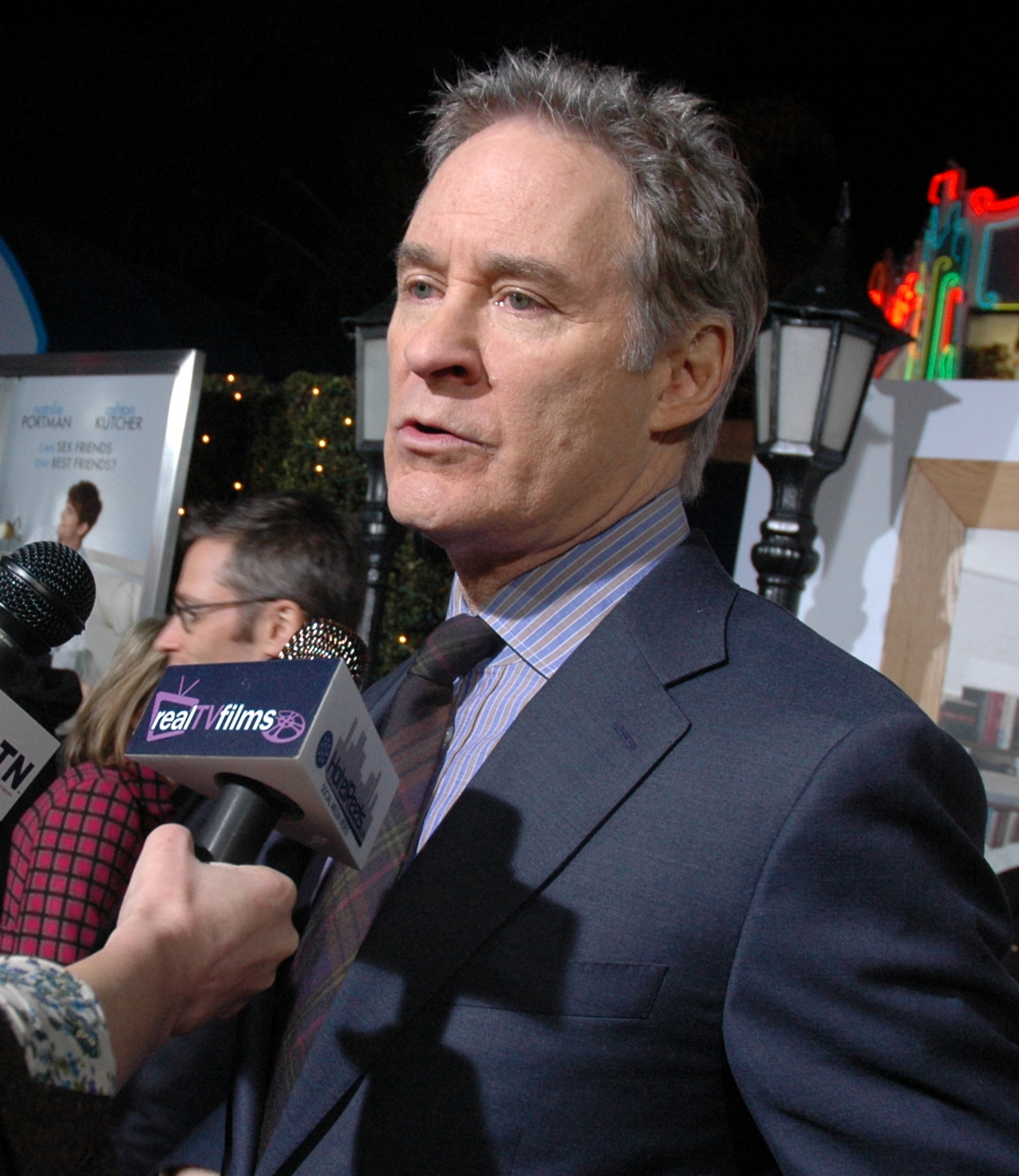
Kevin Kline fue el ganador del Óscar a mejor actor de reparto por A Fish Called Wanda.

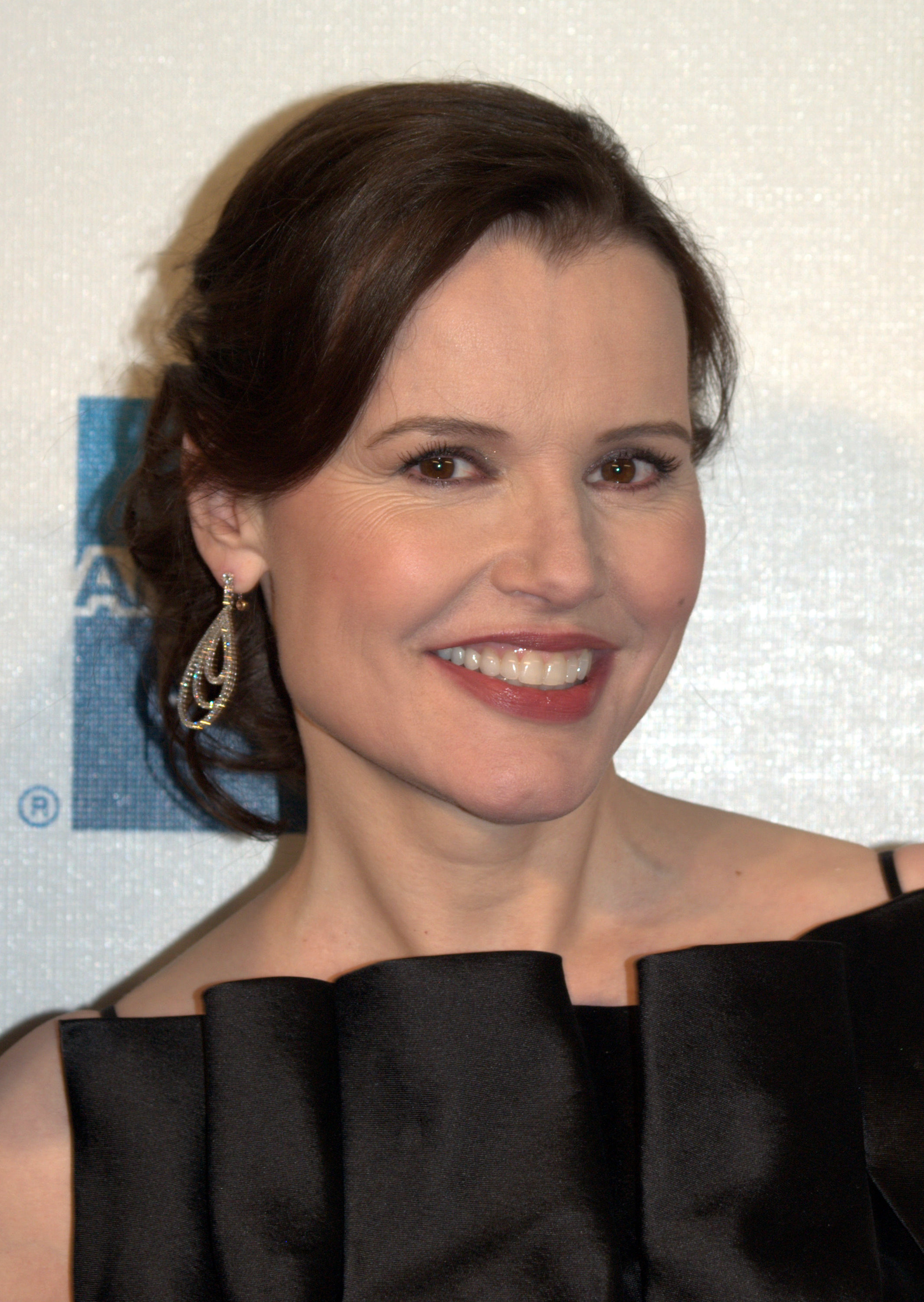
Geena Davis fue la ganadora del Óscar a la mejor actriz de reparto por The Accidental Tourist.

Indica el ganador dentro de cada categoría.
| Mejor película Presentado por: Cher | Mejor director Presentado por: Goldie Hawn y Kurt Russell |
| --- | --- |
| Rain Man — Mark Johnson | Barry Levinson — Rain Man |
| - Dangerous Liaisons (Las amistades peligrosas) — Norma Heyman y Hank Moonjean - Mississippi Burning (Arde Mississippi) — Frederick M. Zollo y Robert F. Colesberry - The Accidental Tourist (El turista accidental) — Lawrence Kasdan, Charles Okun y Michael Grillo - Working Girl (Armas de mujer) — Douglas Wick | - Charles Crichton — A Fish Called Wanda (Un pez llamado Wanda) - Mike Nichols — Working Girl (Armas de mujer) - Alan Parker — Mississippi Burning (Arde Mississippi) - Martin Scorsese — The Last Temptation of Christ (La última tentación de Cristo) |
| Mejor actor Presentado por: Michael Douglas | Mejor actriz Presentado por: Tom Cruise y Dustin Hoffman |
| Dustin Hoffman — Rain Man como Raymond Babbit | Jodie Foster — The Accused (Acusados) como Sarah Tobias |
| - Gene Hackman — Mississippi Burning (Arde Mississippi) como el Agente Rupert Anderson - Tom Hanks — Big como Josh Baskin - Edward James Olmos — Stand and Deliver como Jaime Escalante - Max von Sydow — Pelle erobreren (Pelle el conquistador) como Lassefar | - Glenn Close — Dangerous Liaisons (Las amistades peligrosas); como la Marquesa Isabelle de Merteuil - Melanie Griffith — Working Girl (Armas de mujer); como Tess McGill - Meryl Streep — A Cry in the Dark (Un grito en la oscuridad); como Lindy Chamberlain - Sigourney Weaver — Gorillas in the Mist (Gorilas en la niebla); como Dian Fossey |
| Mejor actor de reparto Presentado por: Michael Caine, Sean Connery y Roger Moore | Mejor actriz de reparto Presentado por: Melanie Griffith y Don Johnson |
| Kevin Kline — A Fish Called Wanda (Un pez llamado Wanda) como Otto West | Geena Davis — The Accidental Tourist (El turista accidental) como Muriel Pritchett |
| - Alec Guinness — Little Dorrit (La pequeña Dorrit) como William Dorrit - Martin Landau — Tucker: the Man and His Dream (Tucker: un hombre y su sueño) como Abe Karatz - River Phoenix — Running on Empty (Un lugar en ninguna parte) como Danny Pope - Dean Stockwell — Married to the Mob (Casada con todos) como Tony "The Tiger" Russo | - Joan Cusack — Working Girl (Armas de mujer) como Cyn - Frances McDormand — Mississippi Burning (Arde Mississippi) como la Sra. Pell - Michelle Pfeiffer — Dangerous Liaisons (Las amistades peligrosas) como la Madame Marie de Tourvel - Sigourney Weaver — Working Girl (Armas de mujer) como Katharine Parker |
| Mejor guion original Presentado por: Richard Dreyfuss y Amy Irving | Mejor guion adaptado Presentado por: Michelle Pfeiffer y Dennis Quaid |
| Rain Man — Ronald Bass y Barry Morrow | Dangerous Liaisons (Las amistades peligrosas) — Christopher Hampton basado en la obra Las amistades peligrosas por Christopher Hampton y la novela Las amistades peligrosas de Pierre Choderlos de Laclos |
| - A Fish Called Wanda (Un pez llamado Wanda) — John Cleese y Charles Crichton - Big — Gary Ross y Anne Spielberg - Bull Durham (Los búfalos de Durham) — Ron Shelton - Running on Empty (Un lugar en ninguna parte) — Naomi Foner | - Gorillas in the Mist (Gorilas en la niebla) — Anna Hamilton Phelan y Tab Murphy basado en un artículo por Harold T.P. Hayes - Little Dorrit (La pequeña Dorrit) — Christine Edzard basado en La pequeña Dorrit de Charles Dickens - The Accidental Tourist (El turista accidental) — Frank Galati y Lawrence Kasdan basado en The Accidental Tourist por Anne Tyler - The Unbearable Lightness of Being (La insoportable levedad del ser) — Jean-Claude Carrière y Philip Kaufman basado en La insoportable levedad del ser por Milan Kundera |
| Mejor película extranjera (de habla no inglesa) Presentado por: Candice Bergen, Jacqueline Bisset y Jack Valenti | |
| Pelle erobreren (Pelle el conquistador) (Dinamarca) — Bille August. | |
| - Hanussen (Hungría) — István Szabó - Mujeres al borde de un ataque de nervios (España) — Pedro Almodóvar - Salaam Bombay! (India) — Mira Nair - Le maître de musique (El maestro de música) (Bélgica) — Gerard Corbiau | |
| Mejor documental largo Presentado por: Edward James Olmos y Max von Sydow | Mejor documental corto Presentado por: Geena Davis y Jeff Goldblum |
| Hôtel Terminus: The Life and Times of Klaus Barbie — Marcel Ophüls | You Don't Have to Die — William Guttentag y Malcolm Clarke |
| - Let's Get Lost — Bruce Weber y Nan Bush - Promises to Keep — Ginny Durrin - The Cry of Reason: Beyers Naude – An Afrikaner Speaks Out — Robert Bilheimer y Ronald Mix - Who Killed Vincent Chin? — Renee Tajima y Christine Choy | - Family Gathering — Lise Yasui y Ann Tegnell - Gang Cops — Thomas B. Fleming y Daniel J. Marks - Portrait of Imogen — Nancy Hale y Meg Partridge - The Children's Storefront — Karen Goodman |
| Mejor cortometraje Presentado por: Carrie Fisher y Martin Short | Mejor cortometraje animado Presentado por: Carrie Fisher y Martin Short |
| The Appointments of Dennis Jennings — Dean Parisot y Steven Wright | Tin Toy — John Lasseter y William Reeves |
| - Cadillac Dreams — Matia Karrell y Abbee Goldstein - Gullah Tales — George deGolian y Gary Moss | - Technological Threat — Bill Kroyer y Brian Jennings - The Cat Came Back — Cordell Barker |
| Mejor banda sonora Presentado por: Patrick Swayze | Mejor canción original Presentado por: Sammy Davis Jr. y Gregory Hines |
| The Milagro Beanfield War (Un lugar llamado Milagro) — Dave Grusin | «Let the River Run» — Working Girl (Armas de mujer); Música y Letra por Carly Simon |
| - Dangerous Liaisons (Las amistades peligrosas) — George Fenton - Gorillas in the Mist (Gorilas en la niebla) — Maurice Jarre - Rain Man — Hans Zimmer - The Accidental Tourist (El turista accidental) — John Williams | - «Calling You» — Bagdad Café; Música y Letra por Bob Telson - «Two Hearts» — Buster; Música por Lamont Dozier; Letra por Phil Collins |
| Mejor sonido Presentado por: Kim Novak y James Stewart | Mejor edición de sonido Presentado por: Kim Novak y James Stewart |
| Bird — Les Fresholtz, Rick Alexander, Vern Poore y Willie D. Burton | Who Framed Roger Rabbit (¿Quién engañó a Roger Rabbit?) — Charles L. Campbell y Louis L. Edemann |
| - Die Hard (Jungla de cristal) — Don Bassman, Kevin F. Cleary, Richard Overton y Al Overton - Gorillas in the Mist (Gorilas en la niebla) — Andy Nelson, Brian Saunders y Peter Handford - Mississippi Burning (Arde Mississippi) — Robert Litt, Elliot Tyson, Rick Kline y Danny Michael - Who Framed Roger Rabbit (¿Quién engañó a Roger Rabbit?) — Robert Knudson, John Boyd, Don Digirolamo y Tony Dawe                                                        | - Die Hard (Jungla de cristal) — Stephen H. Flick y Richard Shorr - Willow — Ben Burtt y Richard Hymns |
| Mejor dirección artística Presentado por: Willem Dafoe y Gene Hackman | Mejor fotografía Presentado por: Demi Moore y Bruce Willis |
| Dangerous Liaisons (Las amistades peligrosas) — Dirección artística: Stuart Craig; Diseño de decorados: Gerard James | Mississippi Burning (Arde Mississippi) — Peter Biziou |
| - Beaches (Eternamente amigas) – Dirección artística: Albert Brenner; Diseño de decorados: Garrett Lewis - Who Framed Roger Rabbit (¿Quién engañó a Roger Rabbit?) — Dirección artística: Elliot Scott; Diseño de decorados: Peter Howitt - Rain Man — Dirección artística: Ida Random; Diseño de decorados: Linda DeScenna - Tucker: the Man and His Dream (Tucker: un hombre y su sueño) — Dirección artística: Dean Tavoularis; Diseño de decorados: Armin Ganz | - Who Framed Roger Rabbit (¿Quién engañó a Roger Rabbit?) — Dean Cundey - Rain Man — John Seale - Tequila Sunrise (Conexión Tequila) — Conrad L. Hall - The Unbearable Lightness of Being (La insoportable levedad del ser) — Sven Nykvist |
| Mejor maquillaje Presentado por: Robert Downey Jr. y Cybill Shepherd | Mejor diseño de vestuario Presentado por: Bo Derek y Dudley Moore |
| Beetlejuice (Bitelchús) — Ve Neill, Steve La Porte y Robert Short | Dangerous Liaisons (Las amistades peligrosas) — James Acheson |
| - Coming to America (El príncipe de Zamunda) — Rick Baker - Scrooged (Los fantasmas atacan al jefe) — Tom Burman y Bari Dreiband-Burman | - A Handful of Dust (Un puñado de polvo) — Jane Robinson - Coming to America (El príncipe de Zamunda) — Deborah Nadoolman - Sunset (Asesinato en Beverly Hills) — Patricia Norris - Tucker: the Man and His Dream (Tucker: un hombre y su sueño) — Milena Canonero |
| Mejor montaje Presentado por: Farrah Fawcett y Ryan O'Neal | Mejores efectos visuales Presentado por: Beau Bridges, Jeff Bridges y Lloyd Bridges |
| Who Framed Roger Rabbit (¿Quién engañó a Roger Rabbit?) — Arthur Schmidt | Who Framed Roger Rabbit (¿Quién engañó a Roger Rabbit?) — Ken Ralston, Richard Williams, Edward Jones y George Gibbs |
| - Die Hard (Jungla de cristal) — Frank J. Urioste y John F. Link - Gorillas in the Mist (Gorilas en la niebla) — Stuart Baird - Mississippi Burning (Arde Mississippi) — Gerry Hambling - Rain Man — Stu Linder | - Die Hard (Jungla de cristal) — Richard Edlund, Al DiSarro, Brent Boates y Thaine Morris - Willow — Dennis Muren, Michael McAlister, Phil Tippett y Chris Evans |

### Premio al Logro Especial
- Richard Williams por la dirección de animación de Who Framed Roger Rabbit.[2]

### Óscar Honorífico
- National Film Board of Canada[3]
- Eastman Kodak Company[4]

## Premios y nominaciones múltiples
| Película                                                            | Nominaciones | Premios |
| ------------------------------------------------------------------- | ------------ | ------- |
| Rain Man                                                            | 8            | 4       |
| Dangerous Liaisons (Las amistades peligrosas)                       | 7            | 3       |
| Who Framed Roger Rabbit (¿Quién engañó a Roger Rabbit?)             | 6            | 3       |
| Mississippi Burning (Arde Mississippi)                              | 7            | 1       |
| Working Girl (Armas de mujer)                                       | 6            | 1       |
| The Accidental Tourist (El turista accidental)                      | 4            | 1       |
| A Fish Called Wanda (Un pez llamado Wanda)                          | 3            | 1       |
| Pelle erobreren (Pelle el conquistador)                             | 2            | 1       |
| The Accused (Acusados)                                              | 1            | 1       |
| Hôtel Terminus: The Life and Times of Klaus Barbie                  | 1            | 1       |
| You Don't Have to Die                                               | 1            | 1       |
| The Appointments of Dennis Jennings                                 | 1            | 1       |
| Tin Toy                                                             | 1            | 1       |
| Beetlejuice (Bitelchús)                                             | 1            | 1       |
| Bird                                                                | 1            | 1       |
| The Milagro Beanfield War (Un lugar llamado Milagro)                | 1            | 1       |
| Gorillas in the Mist (Gorilas en la niebla)                         | 5            | 0       |
| Die Hard (Jungla de cristal)                                        | 4            | 0       |
| Tucker: the Man and His Dream (Tucker: un hombre y su sueño)        | 3            | 0       |
| Big                                                                 | 2            | 0       |
| The Unbearable Lightness of Being (La insoportable levedad del ser) | 2            | 0       |
| Little Dorrit (La pequeña Dorrit)                                   | 2            | 0       |
| Coming to America (El príncipe de Zamunda)                          | 2            | 0       |
| Running on Empty (Un lugar en ninguna parte)                        | 2            | 0       |
| Willow                                                              | 2            | 0       |